# Gravel Springs (Mississippi)
Gravel Springs ist ein Gemeindefreies Gebiet (Unincorporated Community) im Tate County im US-Bundesstaat Mississippi.
Gravel Springs liegt wenige Kilometer südöstlich von Senatobia, dem Verwaltungssitz (County Seat) des Tate County, das sich im Nordwesten des Bundesstaates Mississippi befindet. Die Gegend wird als „Hill Country“ bezeichnet und hat eine eigene Bluestradition, den Hill Country Blues.
Bekannt ist Gravel Springs als Wohnort von Othar Turner (1908–2003), einem der letzten Vertreter des Fife and Drum Blues. Seine Tradition wird heute von seiner Enkelin Shardé Thomas fortgeführt.